# 宋克章草急就章
宋克章草《急就章》卷，為紙本，高20.3公分，寬342.5公分，10接紙，1900餘字, 北京故宮博物院收藏。《急就章》原名《急就篇》，原作為漢元帝時的宦官黃門令史游（前48年－前33年）以章草書寫而成，是作為當時童蒙讀寫識字用的文化教材，因為篇首有「急就」二字，故傳為《急就篇》，流行於漢代到唐宋年間，宋代以後逐漸被《三字經》、《百家姓》、《千字文》所取代。史游所寫的章草《急就章》對後世書法發展起了很大的影嚮，對草書（今草）字體起到了催化演變作用，歷代著名書法家都臨習過《急就章》，較具代表性的有三國時期吳國的皇象和明朝的宋克。

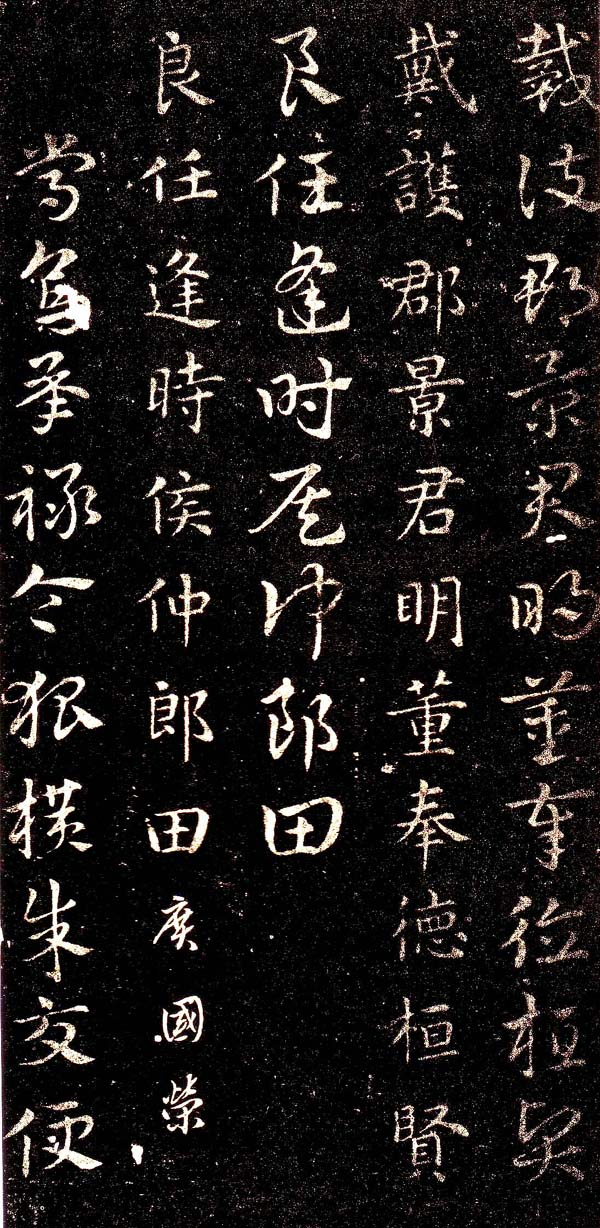
皇象章草《急就章》

宋克一生臨習了無數本的《急就章》，臨自三國時期吳國皇象的《急就章》本，他在臨學中參入了趙孟頫筆意，並得到元末書法家饒介的親授指點，融入今草、行書筆法及個人的筆意風格。此本《急就章》寫來一筆不苟，心手相應，展現氣韻神秀，清峭勁健的筆力，筆筆圓融灑脫，古意盎然，是宋克精心臨摹的精品之作，表現了宋克已臻化境的書藝，體現了明代章草書法的最高成就。宋克所書《急就章》與皇象《急就章》一前一後，隔代輝映，傳為書史美談。其藝術價值自然不斐，2016年嘉德春季拍賣會上，宋克的《臨<急就章>並諸家題跋》（北京市文物局舊藏本），成交價高達9200萬元，以近億元人民幣拍出。

## 歷代評論
- 明代王世貞評價：「觀仲溫書《急就章》，結意純美，以為征誅之後，獲睹揖讓。而後偶取皇象石本閱之，大小行模及前後缺處若一，惟波撇小異耳。」
- 明代吳寬在《匏翁家藏集》[11][12]評曰：「克書出魏晉，深得鐘王之法，故筆精墨妙，而風度翩翩可愛……仲溫書索靖草書勢，蓋得其妙而者也。」。
- 明代周鼎在《急就章》卷後題跋[1]說：「仲溫急就章，有臨與不臨之分。臨者全；不臨者，或前後段各半而止；或起中段，隨意所至，多不全。若臨摹則不能不自書全。餘所見蓋不可指計矣，獨此卷全好可愛。」
- 清代沈曾植在《海日樓札叢》稱：「細玩此書，筆勢全注波發，而波發純是八分筆勢，但是唐人八分，非漢人八分。」

## 藏本
- 故宮博物院藏本[1]
- 天津博物館藏本[13]
- 北京市文物局舊藏本[14]